# Проєкт MEarth
Проєкт MEarth — роботизована обсерваторія, що фінансується Національним науковим Фондом США. Є частиною обсерваторії імені Уіппла на горі Хопкінс в штаті Аризона, США. Проєкт стежить за яскравістю тисяч червоних карликів з метою пошуку транзитних планет. Червоні карлики — маленькі зірки, і будь-який транзит планет блокує більшу частину світла зірки, ніж при транзиті навколо сонцеподібної зірки. Це дозволяє виявляти менші планети за допомогою наземних спостережень. MEarth складається з восьми телескопів RC Optical Systems системи Річі — Кретьєна діаметром 40 см f/9 (на роботизованих монтуваннях Paramount ME) з фотокамерами Apogee U42 з ПЗЗ з роздільною здатністю 2048 × 2048.

## Виявлені планети
- GJ 1214 b
- GJ 1132b
- LHS 1140b[2]

## Зовнішні посилання
- Сторінка проєкту MEarth